# 象のテラス
象のテラス（ぞうのテラス、クメール語: ព្រះលានជល់ដំរី、英語: Terrace of the Elephants）は、カンボジアにある廃墟となった寺院複合体であるアンコール・トムの城壁を巡らした都の一部である。テラスは南北にわたってあり、その東面にあるゾウの彫刻にちなんで象のテラスと名付けられた。
テラスは、アンコールの王ジャヤーヴァルマン7世（在位1181-1220年）により12世紀末に築かれ、凱旋する軍隊を眺望する基壇として使われた。それはほんのわずかに残る遺跡のなかのピミアナカスのある王宮に取り付けられていた。当初の建造物はほとんどが有機素材で造られており、はるか以前に消失した。残っているもののほとんどは複合体の土台の基壇である。
高さ3メートル、延長300メートルを超える象のテラスは、公的儀式の巨大な閲兵席として使用され、また王の壮大な接見所の基壇としての役目を果した。上部にナーガの欄干のあるテラスは、中央の王宮前広場に向けて広がる。中央部の3か所と両端それぞれ1か所の合計5か所にバルコニー（外塁）をもち、階段の両端などには3頭のゾウがハスの花を採取する彫像がある。その擁壁（ようへき）の部分はガルーダやシンハで装飾され、また、ゾウによる狩りを主題とした、クメールの象使いによるゾウの行進の部分などがある。